# 고물자리 RS

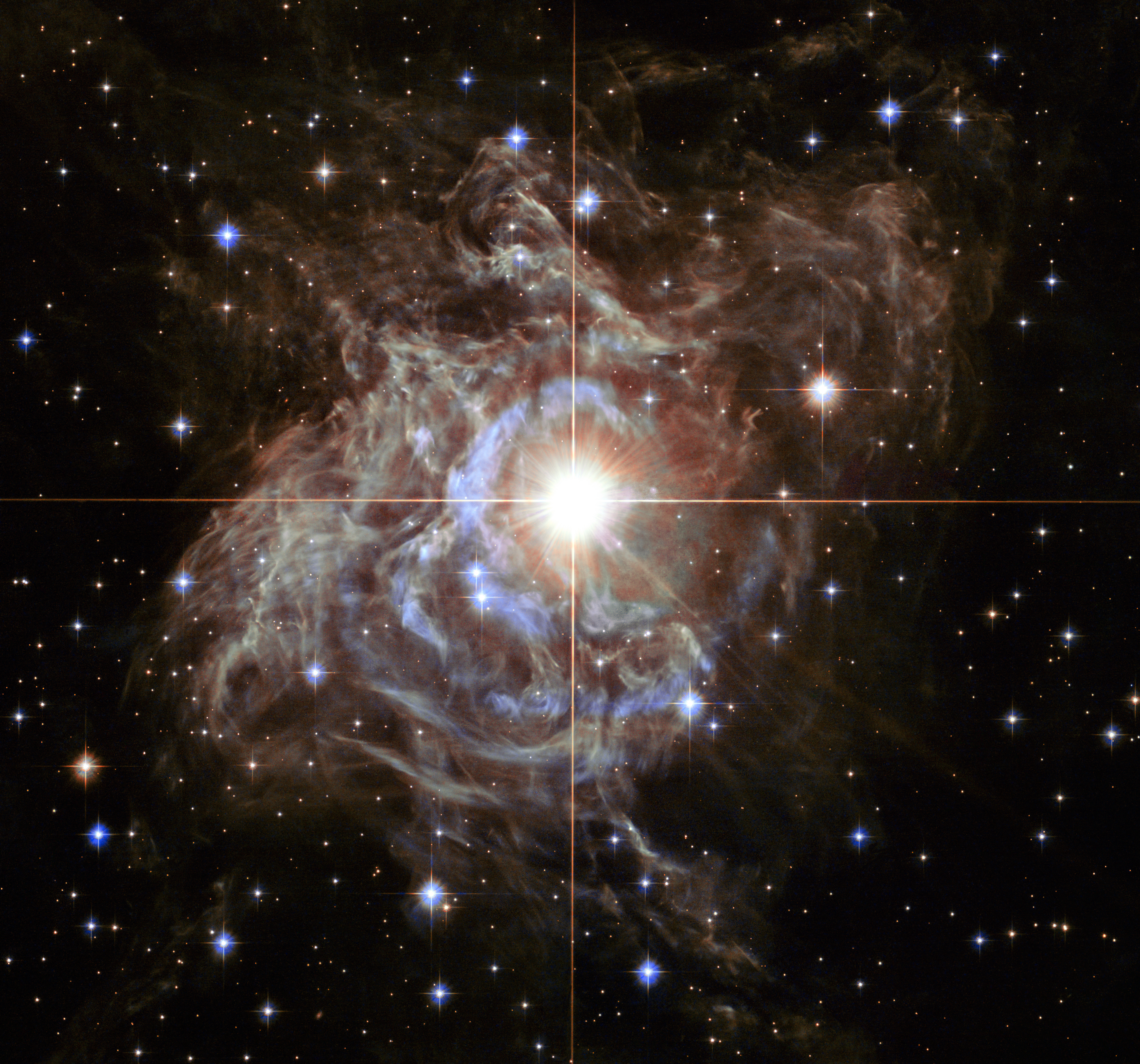

고물자리 RS(RS Puppis)는 고물자리에 있는 세페이드 변광성이다.
고물자리 RS는 거대한 성운에 위치해있기 때문에 천문학자들은 ESO의 칠레의 라 실라 천문대(La Silla observatory)에 있는 신기술 망원경(New Technology Telescope)을 이용하여 성운에 있는 작은 입자들에 의한 빛 메아리의 정밀한 기하학적 분석으로 이 별과의 거리를 측정 할 수 있었다. 측정된 거리는 지구로부터 약 6500 ± 90 광년이고, 가장 정밀한 측정은 2008년 초에 세페이드 변광성을 이용하여 해냈다.
새 측정방법의 정확도는 세페이드 변광성이 우리 은하나 근처 은하 내의 거리를 제공하는 표시(표준촉광)이기 때문에 중요하다.